# Ichneumon enayamensis
Ichneumon enayamensis là một loài tò vò trong họ Ichneumonidae.